# Szárliget
Szárliget (ungerska: Újszár) är en ort i Ungern.   Den ligger i provinsen Fejér, i den nordvästra delen av landet, 40 km väster om huvudstaden Budapest. Szárliget ligger 236 meter över havet och antalet invånare är 2 337.
Terrängen runt Szárliget är platt österut, men västerut är den kuperad. Runt Szárliget är det ganska tätbefolkat, med 54 invånare per kvadratkilometer. Närmaste större samhälle är Tatabánya, 10,8 km nordväst om Szárliget. Trakten runt Szárliget består till största delen av jordbruksmark.